# Personalrisiko

Regelkreis des Personalrisikocontrollings nach Schübbe / Lisges

Das Personalrisiko ist ein Begriff aus der Betriebswirtschaftslehre. Die Betrachtung des Personals (in diesem Zusammenhang vielfach als „Humankapital“ bezeichnet) unter Risikogesichtspunkten ist – verglichen mit ähnlichen Analysen anderer Produktionsfaktoren – bisher nur wenig verbreitet. In Geschäftsberichten deutscher Aktiengesellschaften finden sich derzeit vereinzelt Hinweise auf ein ansatzweise vorhandenes Personalrisikomanagement, wobei es fast ausschließlich um Bindungsmaßnahmen (Retention) geht, weniger um die präventive Abwehr des gesamten Risiko-Spektrums. Dabei hat das Personal Eigenschaften, die es unter Risikoaspekten deutlich sensibler machen als andere Produktionsfaktoren, deren Steuerung längst als selbstverständlich gilt:
Das Personal entscheidet prinzipiell (also ohne Berücksichtigung realer arbeitsmarktspezifischer Machtverhältnisse) selbst über seine Verweildauer im Unternehmen und die Intensität, mit der es sich in den Produktionsprozess positiv oder negativ einbringt. Es entzieht sich der einseitigen Bestimmung durch das Unternehmen bzw. dessen Leitung. Vergegenwärtigt man sich diesen Unterschied zu allen anderen Produktionsfaktoren, wird deutlich, dass es geradezu fahrlässig wäre, Personalrisiken unbeachtet zu lassen.

## Art der Risiken
Es lassen sich fünf Grundtypen von Personalrisiken identifizieren. Zu unterscheiden sind:
- Austrittsrisiken: arbeitnehmerveranlasster Abgang von Leistungsträgern oder Mitarbeitern in Schlüsselpositionen

→ Know-how-Verlust, Kundenabgänge, Ersatzbeschaffungsaufwand
- Engpassrisiken: zeitraum- und funktionsorientierte Kapazitätsengpässe

→ Produktionsausfälle, Mehrarbeit, Konflikte mit der Fertigungssteuerung
- Anpassungsrisiken: zu geringe Veränderungsbereitschaft bzw. -fähigkeit der Beschäftigten

→ Arbeitsplatzverlust für Arbeitnehmer (Gefährdung der „Employability“), arbeitgeberseitig Defizite in der Qualifikationsstruktur, eingeschränkte Produktivität durch „falsche“ Mitarbeiter. Anpassungen sind auch erforderlich hinsichtlich Arbeitsort, Arbeitszeit und Entgeltsystem.
- Motivationsrisiken: die gezählte Ist-Kapazität gemäß vertraglich vereinbarter Arbeitszeit (Full-Time-Equivalent, auch bezeichnet als Vollzeit-Einheiten oder Personal-Einheiten) entspricht nicht der real zur Verfügung gestellten Leistungsmenge (Leistungszurückhaltung)

→ Einschränkungen in Qualität und Quantität. Aber auch: Übermotivation: arbeitnehmerseitige Auszehrung bis hin zum Burn-out.
- Loyalitätsrisiken: Verletzung der arbeitsvertraglichen Treuepflicht bis zu schweren Wirtschaftsstraftaten

→ bewusste Schädigung des Arbeitgebers (im Gegensatz zum fehlenden Bewusstsein bei aus Motivationsgründen veränderten Verhalten)
Nicht nur, weil rechtliche Vorschriften es (zukünftig) verlangen (KonTraG, Basel II), ist es eine unabdingbare Aufgabe des Personalcontrollings, Risiken zu identifizieren und sichtbar zu machen, Maßnahmen zu ihrer Vermeidung zu beschreiben und nach Umsetzung durch das Management deren Wirksamkeit zu überprüfen.
Der Umfang der Risiken hängt von den Eigenschaften des Unternehmens ab. So sind Austritts- und Engpassrisiken bei kleinen und mittleren Unternehmen insofern besonders hoch, als dass sich jeder einzelne Mitarbeiterverlust anteilig stärker auswirken kann als in einem Unternehmen mit mehr Mitarbeitern.
Alle Personalrisiken beinhalten eine potenzielle Bestandsgefährdung des Unternehmens; umso wichtiger ist eine rechtzeitige Früherkennung. Ein unterlassenes Personalrisikomanagement ist unter Ertragsgesichtspunkten und den qualitativen Ansprüchen der Personalarbeit nicht akzeptabel. Neben den Arbeitgebern sind auch Arbeitnehmervertreter aufgefordert, im Sinne sowohl des Unternehmens als auch der großen Masse der Beschäftigten personalinduzierte Risiken auszuschalten und auf die Einführung eines Personalrisikocontrollings hinzuwirken.